# Wahkiacus
Wahkiacus az Amerikai Egyesült Államok északnyugati részén, Washington állam Klickitat megyéjében elhelyezkedő önkormányzat nélküli település.
Wahkiacus postahivatala 1911 és 1989 között működött.